# 太田彩夏
太田 彩夏（おおた あやか、2000年〈平成12年〉8月17日 - ）は、日本のアイドルであり、女性アイドルグループSKE48チームEのメンバー、元チームKIIのリーダーである。
岐阜県出身。ゼスト所属。 姉はNMB48チームMの元メンバーで、愛乙女☆DOLL の元メンバーである太田里織菜。

## 略歴

### 2015年
- 3月15日、SKE487期生オーディションの最終選考の合格発表が行われる。
- 3月22日、ニコニコ生放送特別番組で、7期生として初登場する。
- 3月31日、パシフィコ横浜の「コケティッシュ渋滞中」のリリースイベントで、7期生として正式にお披露目される。
- 6月26日、『チームE 4th Stage「手をつなぎながら」』でバックダンサーデビューを果たす[3]。
- 7月6日、 SKE48 研究生公演「PARTYが始まるよ」の初日メンバーとして、初登場する[4]。
- 11月3日、チームS 5th Stage「制服の芽」公演でアンダーデビューを果たす[5]。

### 2016年
- 11月20日、愛知県芸術劇場で行われたみんなが主役！ SKE48 59人のソロコンサート〜未来のセンターは誰？ 〜」2日目の夜の公演でチームKIIへの昇格が発表される[6]。

### 2017年
- 3月14日、ソーシャルゲーム「SKE48 Passion For You」の広告選抜メンバーの投票で15位にランクインし、Passion For You選抜のメンバーに選ばれる[7]。

### 2018年
- 6月30日、『チームKII 7th Stage「最終ベルが鳴る」』公演の初日のメンバーとして劇場に出演[8]。
- 10月14日、「U-19選抜2018」の名で、AKB48の54thシングルNO WAY MANのタイプCトラック「おはようから始まる世界」に参加。太田がAKB48のシングルに参加するのも今回が初めてとなる[9]。

### 2019年
- 3月15日、ソーシャルゲーム「SKE48 Passion For You」で開催された広告選抜投票で10位にランクイン。 2年ぶりにPassion For You選抜メンバーに選ばれる[10]。
- 5月13日、SKE48がJリーグFC岐阜の公式応援隊になり、太田彩夏がサポートチームの副隊長に任命された[11]。

### 2020年
- 2月12日、大垣警察署の一日警察署長を務める[12]。
- 3月13日、ソーシャルゲーム「SKE48 Passion For You」の広告選抜メンバー投票で、8位にランクイン。 2年連続でPassion For You選抜メンバーに選ばれる[13]。
- 4月1日、大垣共立銀行の広告宣伝ユニットである「OKB5」のメンバーに選ばれる[14]。

### 2021年
- 2月3日発売のSKE48の27thシングル『恋落ちフラグ』で、シングル表題曲選抜メンバーに初選出される[15][注 1]。

### 2022年
- 2月26日、劇場で行われたトークイベントで大場美奈卒業後の次期リーダーに任命される[16]。
- 3月15日、三年制の短期大学を卒業し、保育士と幼稚園教諭の免許を取得した[17]。
- 7月15日、SKE48の30thシングル『絶対インスピレーション』（2022年9月21日発売）で、先述の全員選抜曲であった『恋落ちフラグ』を除くとシングル表題曲に初選抜となったことが発表される[18]。

### 2025年
- 1月1日、SKE48劇場にて新チーム体制にともなうメンバー編成の発表が行われ、チームEへの配属が発表された[19]。

## 人物
- 趣味はカラオケ、映画鑑賞、YouTubeを見ること[1]。
- 特技は書道。
- 将来の夢は、みんなから愛されるモデルになること[1]。
- 好きな食べ物はいちご、ケーキ、牛タン、自分で作ったオムライス[1]。
- 好きな言葉は「人生一度きり」[1]。
- 2020年に行われた有馬記念を当て、その後競馬の予想を頼まれるようになった[20]。
- ヨッシーに似ていると言われ、実際にヨッシーのコスプレで現地でトーク会に挑んだことがある[21]。

### SKE48関連
- キャッチフレーズは「みんなの心にメロディを響かせちゃいます。せーの（あやめろでぃー！）」を使用している。
- メンバーカラーは赤、オレンジ、黄色[1]。
- 成人式で自分たちの学年のことを「暴風世代」と名付けた[22]。
- SKE48のBIGBOSSを自称している[23]。

## SKE48での参加楽曲

### シングル選抜曲
SKE48名義
- 「金の愛、銀の愛」に収録
  - いい人いい人詐欺 - 「やんちゃな天使とやさしい悪魔」名義
- 「意外にマンゴー」に収録
  - 奇跡の流星群 - 「Passion For You 選抜」名義
  - 円を描く - 「Team KII」名義
- 「無意識の色」に収録
  - 触らぬロマンス - 「サクララブレター32」名義
- 「いきなりパンチライン」に収録
  - 誰かの耳 - 「Team KII」名義
- 「Stand by you」に収録
  - 蹴飛ばした後で口づけを - 「Team KII」名義
  - 神様は見捨てない
- 「FRUSTRATION」に収録
  - ゲームしませんか? - 「Passion For You 選抜」名義
  - 人生の無駄遣い - 「紅組」名義
- 「ソーユートコあるよね?」に収録
  - 恋の根拠 - 「ハイウェイガールズ」名義
- 恋落ちフラグ
  - あの頃のロッカー - 「Passion For You 選抜」名義
- 「あの頃の君を見つけた」に収録
  - 世界のスーパーヒーロー（センター）
- 「心にFlower」に収録
  - 仲間よ（センター）
- 絶対インスピレーション
- 好きになっちゃった
  - 100年経ったら Kiss me! - 「Team KII」名義
- 愛のホログラム
  - Cherry17 - 「Team KII」名義
- 告白心拍数
  - 恋の哲学者 - 「Team KII」名義
- 「Tick tack zack」に収録
  - 心よ 声を上げろ! - 「Team E」名義

AKB48名義
- 「NO WAY MAN」に収録
  - おはようから始まる世界 - 「U-19選抜2018」名義

### アルバム選抜曲
SKE48名義
- 『革命の丘』に収録
  - てっぺんとったるて!

### 劇場公演ユニット曲
SKE48 研究生公演「PARTYが始まるよ」
- クラスメイト
- スカート、ひらり（後藤楽々のアンダー）
- キスはだめよ（後藤楽々のアンダー）

チームKII 6th Stage「0start」
- Bye Bye Bye（北野瑠華、白井琴望のアンダー）
- 君について（髙塚夏生、松村香織のアンダー）

チームKII 7th Stage「最終ベルが鳴る」
- 初恋泥棒
- 16人姉妹の歌
- リターンマッチ（北野瑠華、竹内彩姫のアンダー）
- ごめんね ジュエル（荒井優希、高木由麻奈、日高優月のアンダー）

チームKII 8th Stage「時間がない」
- 瞳の中にアップル

チームE 7th Stage「RESET」
- 明日のためにキスを

## 出演

### テレビ
- KEIBA BEAT（2021年9月12日 他、東海テレビ）- 不定期ゲスト出演[24][25]
- 笠松けいば応援番組「SKE48太田彩夏の笠馬Ｘ」（2024年12月1日 - 、シーシーエヌ）[26][注 2]

### CM
- アニメイトイオンモール各務原 オープン告知CM（2023年8月21日 - 10月22日） - ナレーション[27]

### イベント
- 金シャチけいばNAGOYA 名古屋競馬場閉場式典（2022年3月11日）[28]